# Isla El Edén
La Isla El Edén o Isla Edén es un islote en el océano Pacífico localizado al noreste y muy cerca de la Isla de Santa Cruz, en el Archipiélago de las Islas Galápagos, al este del país sudamericano de Ecuador.
Al sur del Islote se localiza la Bahía Ballena, el canal de Pinzón y la isla de Pinzón, mientras que al norte se encuentran el canal de San Salvador y la isla de Santiago. Posee una superficie de unas 23 hectáreas, con una elevación máxima de 71 metros, 600 metros de diámetro y 8 especies de tortugas.